# Astragalus lambinonii
Astragalus lambinonii är en ärtväxtart som beskrevs av Dieter Podlech. Astragalus lambinonii ingår i släktet vedlar, och familjen ärtväxter. Inga underarter finns listade i Catalogue of Life.